# باشگاه فوتبال سپیدرود رشت در فصل ۹۷–۱۳۹۶
فصل ۹۷–۱۳۹۶ هفدهمین دورهٔ رقابت‌های لیگ برتر فوتبال ایران (جام خلیج فارس) برگزار می‌شود و تیم سپیدرود رشت نیز اولین حضور خود در این رقابت‌ها را تجربه می‌کند. این مسابقات از ۵ مرداد ۱۳۹۶ آغاز شد.
سی و یک‌اُمین دورهٔ جام حذفی فوتبال ایران نیز در این فصل برگزار خواهد شد.

## ترکیب
فهرست زیر بازیکنان کنونی تا تاریخ ۲۷ دی ۱۳۹۶ سپیدرود را نشان می‌دهد.
| شماره |       | نقش       | بازیکن           |
| ----- | ----- | --------- | ---------------- |
| ۱     | ایران | دروازه‌بان | سید محمد حسینی   |
| ۲     | ایران | مدافع     | حمید ملکی        |
| ۳     | ایران | مدافع     | محمد امین پورنقی |
| ۴     | ایران | مدافع     | سید هادی موسوی   |
| ۷     | ایران | هافبک     | میثم فردوسی      |
| ۸     | ایران | هافبک     | توحید غلامی      |
| ۹     | ایران | مهاجم     | عماد میرجوان     |
| ۱۰    | ایران | مهاجم     | محمد نزهتی       |
| ۱۲    | ایران | هافبک     | علی دهقان        |
| ۱۳    | ایران | مدافع     | حسین کعبی        |
| ۱۶    | ایران | هافبک     | علی تالشی        |
| ۱۷    | ایران | هافبک     | امیرحسین اسکندری |
| ۱۸    | ایران | مهاجم     | جواد آقایی پور   |
| ۲۰    | ایران | هافبک     | حسین ابراهیمی    |
| ۲۱    | ایران | مهاجم     | محمد لطفی        |

| شماره |       | نقش       | بازیکن            |
| ----- | ----- | --------- | ----------------- |
| ۲۳    | ایران | هافبک     | علی عباسی         |
| ۲۶    | ایران | هافبک     | محمدرضا باقری     |
| ۲۸    | ایران | مهاجم     | مهدی محمدیاری     |
| ۳۳    | ایران | هافبک     | میثم تهیدست       |
| ۳۵    | ایران | هافبک     | هادی دادرس        |
| ۳۷    | ایران | مدافع     | امین جوادی مقدم   |
| ۴۴    | ایران | مدافع     | امید سام کن       |
| ۵۰    | ایران | دروازه‌بان | آرین سهرابی       |
| ۶۶    | ایران | هافبک     | محمدرضا مهدوی     |
| ۶۹    | ایران | هافبک     | میلاد قربان زاده  |
| ۷۰    | ایران | مدافع     | محمدرضا الماسخاله |
| ۷۷    | ایران | دروازه‌بان | ایمان صادقی       |
| ۸۸    | ایران | هافبک     | میعاد یزدانی      |
| ۹۰    | ایران | مدافع     | علیرضا نورمحمدی   |
| ۹۹    | ایران | مهاجم     | محمد غلامی        |

### شماتیک
| حسینی کعبی آهی موسوی جماعتی غلامی فردوسی میرجوان نزهتی یزدانی رضایی |
| ترکیب سپیدرود رشت در فصل ۹۷-۱۳۹۶ (۴-۲-۳-۱)                          |

## گلزنان
| بازیکن          | لیگ برتر | جام حذفی | مجموع |
| --------------- | -------- | -------- | ----- |
| حسین ابراهیمی   | ۵        | ۱        | ۶     |
| محمد نزهتی      | ۶        | ۰        | ۶     |
| میثم تهیدست     | ۲        | ۰        | ۲     |
| عماد میرجوان    | ۲        | ۰        | ۲     |
| سید هادی موسوی  | ۱        | ۰        | ۱     |
| میثم فردوسی     | ۱        | ۰        | ۱     |
| علی عباسی       | ۱        | ۰        | ۱     |
| میعاد یزدانی    | ۱        | ۰        | ۱     |
| محمد غلامی      | ۱        | ۰        | ۱     |
| علیرضا نورمحمدی | ۱        | ۰        | ۱     |
| توحید غلامی     | ۱        | ۰        | ۱     |
| سهیل حق شناس    | ۱        | ۰        | ۱     |

## رقابت‌ها

### بررسی مسابقات
| رقابت    | اولین بازی     | آخرین بازی      | شروع دور   | جایگاه نهایی      | آمار | آمار | آمار | آمار | آمار | آمار | آمار | آمار   |
| رقابت    | اولین بازی     | آخرین بازی      | شروع دور   | جایگاه نهایی      | بازی | ب    | ت    | ش    | گ‌ز   | گ‌خ   | ت‌گ   | % برد  |
| -------- | -------------- | --------------- | ---------- | ----------------- | ---- | ---- | ---- | ---- | ---- | ---- | ---- | ------ |
| لیگ برتر | ۵ مرداد ۱۳۹۶   | ۷ اردیبهشت ۱۳۹۷ | هفته اول   |                   | ۲۶   | ۷    | ۵    | ۱۴   | ۲۳   | ۳۳   | ۱۰−  | ۰۲۷    |
| جام حذفی | ۱۸ شهریور ۱۳۹۶ |                 | یک شانزدهم | حذف در یک شانزدهم | ۱    | ۰    | ۰    | ۱    | ۱    | ۳    | ۲−   | ۰۰۰٫۰۰ |
| مجموع    | مجموع          | مجموع           | مجموع      | مجموع             | ۲۷   | ۷    | ۵    | ۱۵   | ۲۴   | ۳۶   | ۱۲−  | ۰۲۶    |

آخرین به‌روزرسانی در: ۳۰ مارس ۲۰۱۸.

منبع: رقابت‌ها

### لیگ خلیج فارس

#### جایگاه در جدول
| رده | باشگاه          | بازی | برد | مساوی | باخت | زده | خورده | تفاضل | امتیاز | توضیحات             |
| --- | --------------- | ---- | --- | ----- | ---- | --- | ----- | ----- | ------ | ------------------- |
| ۱۲  | پدیده خراسان    | ۲۶   | ۸   | ۸     | ۱۰   | ۳۰  | ۳۱    | ۱-    | ۲۶     |                     |
| ۱۳  | سپیدرود         | ۲۶   | ۷   | ۵     | ۱۴   | ۲۳  | ۳۳    | ۱۰-   | ۲۶     |                     |
| ۱۴  | استقلال خوزستان | ۲۶   | ۶   | ۸     | ۱۲   | ۱۸  | ۳۵    | ۱۷-   | ۲۶     |                     |
| ۱۵  | نفت تهران       | ۲۶   | ۵   | ۹     | ۱۲   | ۲۱  | ۳۲    | ۱۱-   | ۲۴     | سقوط به لیگ آزادگان |
| ۱۶  | مشکی‌پوشان       | ۲۶   | ۲   | ۹     | ۱۵   | ۱۵  | ۳۸    | ۲۳-   | ۱۵     | سقوط به لیگ آزادگان |

#### خلاصه نتایج
| مجموع | مجموع  | مجموع | مجموع | مجموع | مجموع | مجموع | مجموع | خانه | خانه | خانه | خانه | خانه | خانه | مهمان | مهمان | مهمان | مهمان | مهمان | مهمان |
| بازی  | امتیاز | پ     | ت     | ش     | گ‌ز    | گ‌خ    | ت‌گ    | پ    | ت    | ش    | گ‌ز   | گ‌خ   | ت‌گ   | پ     | ت     | ش     | گ‌ز    | گ‌خ    | ت‌گ    |
| ----- | ------ | ----- | ----- | ----- | ----- | ----- | ----- | ---- | ---- | ---- | ---- | ---- | ---- | ----- | ----- | ----- | ----- | ----- | ----- |
| ۲۶    | ۲۶     | ۷     | ۵     | ۱۴    | ۲۳    | ۳۳    | −۱۰   | ۷    | ۱    | ۵    | ۱۸   | ۱۳   | ۵+   | ۰     | ۴     | ۹     | ۵     | ۲۰    | −۱۵   |

#### نتایج در هر بازی
| هفته  | ۱  | ۲  | ۳  | ۴  | ۵  | ۶ | ۷ | ۸  | ۹  | ۱۰ | ۱۱ | ۱۲ | ۱۳ | ۱۴ | ۱۵ | ۱۶ | ۱۷ | ۱۸ | ۱۹ | ۲۰ | ۲۱ | ۲۲ | ۲۳ | ۲۴ | ۲۵ | ۲۶ | ۲۷ | ۲۸ | ۲۹ | ۳۰ |
| ----- | -- | -- | -- | -- | -- | - | - | -- | -- | -- | -- | -- | -- | -- | -- | -- | -- | -- | -- | -- | -- | -- | -- | -- | -- | -- | -- | -- | -- | -- |
| زمین  | م  | خ  | م  | خ  | م  | خ | م | خ  | م  | خ  | م  | خ  | م  | م  | خ  | خ  | م  | خ  | م  | خ  | م  | خ  | م  | خ  | م  | خ  | م  | خ  | خ  | م  |
| نتیجه | ش  | ش  | ش  | پ  | ت  | پ | ت | ش  | ت  | پ  | ش  | ش  | ش  | ش  | ش  | پ  | ش  | ش  | ت  | پ  | ش  | ت  | ش  | پ  | ش  | پ  |    |    |    |    |
| وضعیت | ۱۱ | ۱۳ | ۱۴ | ۱۲ | ۱۳ | ۹ | ۸ | ۱۰ | ۱۱ | ۸  | ۹  | ۱۲ | ۱۴ | ۱۵ | ۱۵ | ۱۳ | ۱۳ | ۱۳ | ۱۵ | ۱۴ | ۱۴ | ۱۴ | ۱۴ | ۱۴ | ۱۴ | ۱۳ |    |    |    |    |

آخرین بروزرسانی: ۳۰ مارس ۲۰۱۸.
منبع: سازمان لیگ

زمین: م = مهمان، خ = خانه. نتیجه: ت = تساوی، ش = شکست، پ = پیروزی.

#### جزئیات بازی‌ها
| نیم فصل | هفته | تاریخ      | ساعت  | ورزشگاه      | تیم میزبان      | نتیجه | تیم میهمان      | گل‌ها (فقط سپیدرود)              | اتفاقات                 | رتبه در جدول |
| ------- | ---- | ---------- | ----- | ------------ | --------------- | ----- | --------------- | ------------------------------- | ----------------------- | ------------ |
| اول     | ۱    | ۱۳۹۶/۰۵/۰۵ | ۲۱:۰۰ | تختی تهران   | نفت             | ۲ - ۱ | سپیدرود         | ۷' نزهتی                        | ابراهیمی محسن حسینی     | ۱۱           |
| اول     | ۲    | ۱۳۹۶/۰۵/۱۲ | ۲۱:۰۰ | عضدی         | سپیدرود         | ۱ - ۲ | سیاه جامگان     | ۸۲' حق‌شناس (پنالتی)             | -                       | ۱۳           |
| اول     | ۳    | ۱۳۹۶/۰۵/۱۹ | ۱۸:۱۵ | بنیان‌دیزل    | گسترش فولاد     | ۱ - ۰ | سپیدرود         | -                               | موسوی                   | ۱۴           |
| اول     | ۴    | ۱۳۹۶/۰۵/۲۷ | ۱۹:۳۰ | عضدی         | سپیدرود         | ۱ - ۰ | پیکان           | ۱۲' میرجوان                     | کعبی نزهتی              | ۱۲           |
| اول     | ۵    | ۱۳۹۶/۰۵/۳۱ | ۲۰:۱۵ | نقش جهان     | سپاهان          | ۰ - ۰ | سپیدرود         | -                               | محمدرضا حسینی الماسخاله | ۱۳           |
| اول     | ۶    | ۱۳۹۶/۰۶/۲۳ | ۱۸:۴۵ | عضدی         | سپیدرود         | ۲ - ۰ | صنعت نفت        | ۷' ابراهیمی٬ ۱۵' نزهتی          | کعبی دهقان نزهتی        | ۹            |
| اول     | ۷    | ۱۳۹۶/۰۶/۳۰ | ۱۹:۳۵ | غدیر         | استقلال خوزستان | ۰ - ۰ | سپیدرود         | -                               | کعبی                    | ۸            |
| اول     | ۸    | ۱۳۹۶/۰۷/۰۴ | ۱۶:۱۵ | عضدی         | سپیدرود         | ۱ - ۲ | استقلال         | ۸۶' · ابراهیمی (پنالتی)         | ابراهیمی                | ۱۰           |
| اول     | ۹    | ۱۳۹۶/۰۷/۲۱ | ۱۶:۰۰ | انقلاب       | سایپا           | ۱ - ۱ | سپیدرود         | ۹۰+۴' · نزهتی                   | کعبی تهیدست             | ۱۱           |
| اول     | ۱۰   | ۱۳۹۶/۰۷/۲۷ | ۱۶:۰۰ | سردار جنگل   | سپیدرود         | ۲ - ۱ | پدیده           | ۳۲' موسوی٬ ۵۷' نزهتی            | تهیدست                  | ۸            |
| اول     | ۱۱   | ۱۳۹۶/۰۸/۰۹ | ۱۵:۳۰ | تختی جم      | پارس جنوبی جم   | ۳ - ۱ | سپیدرود         | ابراهیمی ۲۰'                    | ابراهیمی غلامی          | ۹            |
| اول     | ۱۲   | ۱۳۹۶/۰۸/۲۹ | ۱۵:۰۰ | سردار جنگل   | سپیدرود         | ۱ - ۲ | ذوب آهن         | فردوسی ۷۶'                      | -                       | ۱۲           |
| اول     | ۱۳   | ۱۳۹۶/۰۹/۰۴ | ۱۴:۰۰ | یادگار امام  | تراکتورسازی     | ۲ - ۱ | سپیدرود         | ابراهیمی ۳۹'                    | کعبی ابراهیمی           | ۱۴           |
| اول     | ۱۴   | ۱۳۹۶/۰۹/۰۹ | ۱۵:۰۰ | غدیر         | فولاد           | ۲ - ۱ | سپیدرود         | تهیدست ۸۱'                      |                         | ۱۵           |
| اول     | ۱۵   | ۱۳۹۶/۰۹/۱۵ | ۱۵:۰۰ | سردار جنگل   | سپیدرود         | ۰ - ۱ | پرسپولیس        |                                 | کعبی                    | ۱۵           |
| دوم     | ۱۶   | ۱۳۹۶/۱۰/۰۱ | ۱۴:۳۰ | سردار جنگل   | سپیدرود         | ۳ - ۱ | نفت             | عباسی ۲'٬ نزهتی ۵۶'، یزدانی ۶۳' | ملکی٬ موسوی             | ۱۳           |
| دوم     | ۱۷   | ۱۳۹۶/۱۰/۰۸ | ۱۴:۴۵ | ثامن‌الائمه   | مشکی‌پوشان       | ۲ - ۰ | سپیدرود         |                                 | ابراهیمی                | ۱۳           |
| دوم     | ۱۸   | ۱۳۹۶/۱۰/۱۵ | ۱۵:۰۰ | سردار جنگل   | سپیدرود         | ۱ - ۲ | گسترش فولاد     | م.غلامی ۴۵'                     | نزهتی، ت.غلامی          | ۱۳           |
| دوم     | ۱۹   | ۱۳۹۶/۱۰/۲۱ | ۱۵:۰۰ | شهدای شهرقدس | پیکان           | ۰ - ۰ | سپیدرود         |                                 |                         | ۱۵           |
| دوم     | ۲۰   | ۱۳۹۶/۱۰/۲۹ | ۱۵:۰۰ | سردار جنگل   | سپیدرود         | ۲ - ۱ | سپاهان          | ۷' ابراهیمی، ۸۲' نورمحمدی       | میرجوان                 | ۱۴           |
| دوم     | ۲۱   | ۱۳۹۶/۱۱/۰۵ | ۱۷:۱۰ | تختی آبادان  | صنعت نفت        | ۳ - ۰ | سپیدرود         |                                 | تهیدست، نورمحمدی        | ۱۴           |
| دوم     | ۲۲   | ۱۳۹۶/۱۱/۱۳ | ۱۵:۰۰ | سردار جنگل   | سپیدرود         | ۱ - ۱ | استقلال خوزستان | ۲۸' نزهتی                       | تهیدست، غلامی           | ۱۴           |
| دوم     | ۲۳   | ۱۳۹۶/۱۱/۱۹ | ۱۶:۰۰ | آزادی        | استقلال         | ۳ - ۰ | سپیدرود         |                                 | قربان‌زاده               | ۱۴           |
| دوم     | ۲۴   | ۱۳۹۶/۱۲/۰۴ | ۱۵:۰۰ | سردار جنگل   | سپیدرود         | ۲ - ۰ | سایپا           | ۳۹' ت. غلامی · ۷۲' تهیدست       |                         | ۱۴           |
| دوم     | ۲۵   | ۱۳۹۶/۱۲/۱۱ | ۱۵:۰۰ | ثامن‌الائمه   | پدیده           | ۱ - ۰ | سپیدرود         |                                 |                         | ۱۴           |
| دوم     | ۲۶   | ۱۳۹۷/۰۱/۰۹ | ۱۷:۰۰ | سردار جنگل   | سپیدرود         | ۱ - ۰ | پارس جنوبی جم   | ۵۹' میرجوان                     | قربان‌زاده تهیدست مهدوی  | ۱۳           |
| دوم     | ۲۷   | ۱۳۹۷/۰۱/۱۷ | ۱۸:۵۰ | فولادشهر     | ذوب آهن         | ۳ - ۰ | سپیدرود         |                                 |                         |              |
| دوم     | ۲۸   | ۱۳۹۷/۰۱/۲۲ | ۱۸:۰۰ | سردار جنگل   | سپیدرود         | ۱ - ۰ | تراکتورسازی     |                                 |                         |              |
| دوم     | ۲۹   | ۱۳۹۷/۰۲/۰۲ | ۱۸:۰۰ | سردار جنگل   | سپیدرود         | ۰ - ۰ | فولاد           |                                 |                         |              |
| دوم     | ۳۰   | ۱۳۹۷/۰۲/۰۷ | ۱۸:۰۰ | آزادی        | پرسپولیس        | -     | سپیدرود         |                                 |                         |              |

### جام حذفی
| سال/فصل | مرحله           | تاریخ      | ساعت  | ورزشگاه | تیم میزبان | نتیجه | تیم میهمان | گل‌ها (فقط سپیدرود)    | اتفاقات      |
| ------- | --------------- | ---------- | ----- | ------- | ---------- | ----- | ---------- | --------------------- | ------------ |
| ۹۷–۱۳۹۶ | یک‌شانزدهم نهایی | ۱۳۹۶/۰۶/۱۸ | ۱۸:۰۰ | عضدی    | سپیدرود    | ۱ - ۳ | ملوان      | ۸۸' ابراهیمی (پنالتی) | موسوی یزدانی |

## لباس فصل
تامین کننده: یوسف جامه

| لباس اول | لباس دوم | لباس اول از شهریور ۱۳۹۶ | لباس دوم از شهریور ۱۳۹۶ |

منبع: "سایت رسمی". Archived from the original on 22 August 2017. Retrieved 20 August 2017.

## اسپانسرها
- اسپانسر اصلی: بانک سرمایه
- سازندهٔ رسمی لباس: یوسف جامه
- اسپانسر رسمی: همراه اول
- اسپانسر رسمی: موسسه مالی اعتباری کوثر